# Romy Bär
Romy Bär (Karl-Marx-Stadt, 17 maggio 1987) è una cestista tedesca.

## Carriera
Con la Germania ha disputato i Campionati europei del 2011.